# Triton alpestre
Ichthyosaura alpestris
Genre
Synonymes
- Hemitriton Dugès, 1852 nec Van der Hoeven, 1833
- Mesotriton Bolkay, 1927

Espèce
Statut de conservation UICN

 LC  : Préoccupation mineure
Ichthyosaura alpestris, le Triton alpestre, unique représentant du genre Ichthyosaura, est une espèce d'urodèles de la famille des Salamandridae.

## Distribution et sous-espèces

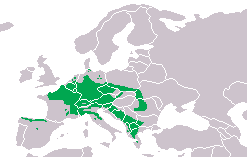

Cette espèce  se rencontre du niveau de la mer à 2 500 m d'altitude dans les régions tempérées d'Europe.
La répartition des différentes sous-espèces de Triton alpestre varie du nord de la France aux régions d'Europe centrale et du nord de l'Italie au nord de la Grèce. En Europe du Sud, il est présent essentiellement dans les grandes chaînes de montagnes, comme les Carpates et la Dinara. On trouve diverses populations reliques isolées, comme dans le sud du Danemark et dans le nord de la péninsule Ibérique. En Allemagne, le Triton alpestre est présent dans la partie centrale et méridionale. En France il est présent dans le nord et l'est du pays. Il dépasse peu le cours de la Loire qui correspond approximativement à sa limite sud-ouest de répartition en France. Il est aussi absent de l'ouest de la Bretagne et du sud de la Provence.
Sous-espèces selon Dubois & Raffaëlli, 2009 :
- Ichthyosaura alpestris alpestris (Laurenti, 1768) de la France à l'Ukraine
- Ichthyosaura alpestris apuana (Bonaparte, 1839) Italie
- Ichthyosaura alpestris carpathica (Dely, 1960) Roumanie
- Ichthyosaura alpestris cyreni (Wolterstorff, 1932) Espagne
- Ichthyosaura alpestris inexpectata (Dubois & Breuil, 1983) Italie
- Ichthyosaura alpestris montenegrina (Radovanovic, 1951) Monténégro
- Ichthyosaura alpestris reiseri (Werner, 1902) Bosnie
- Ichthyosaura alpestris veluchiensis (Wolterstorff, 1935) Grèce

## Étymologie
Il doit son nom alpestris (alpestre) au fait qu'il se rencontre à haute altitude.

## Description

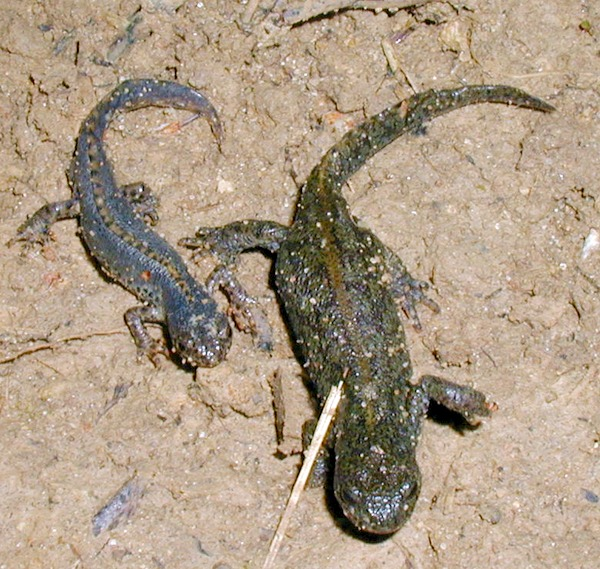
Mâle à gauche, femelle à droite.

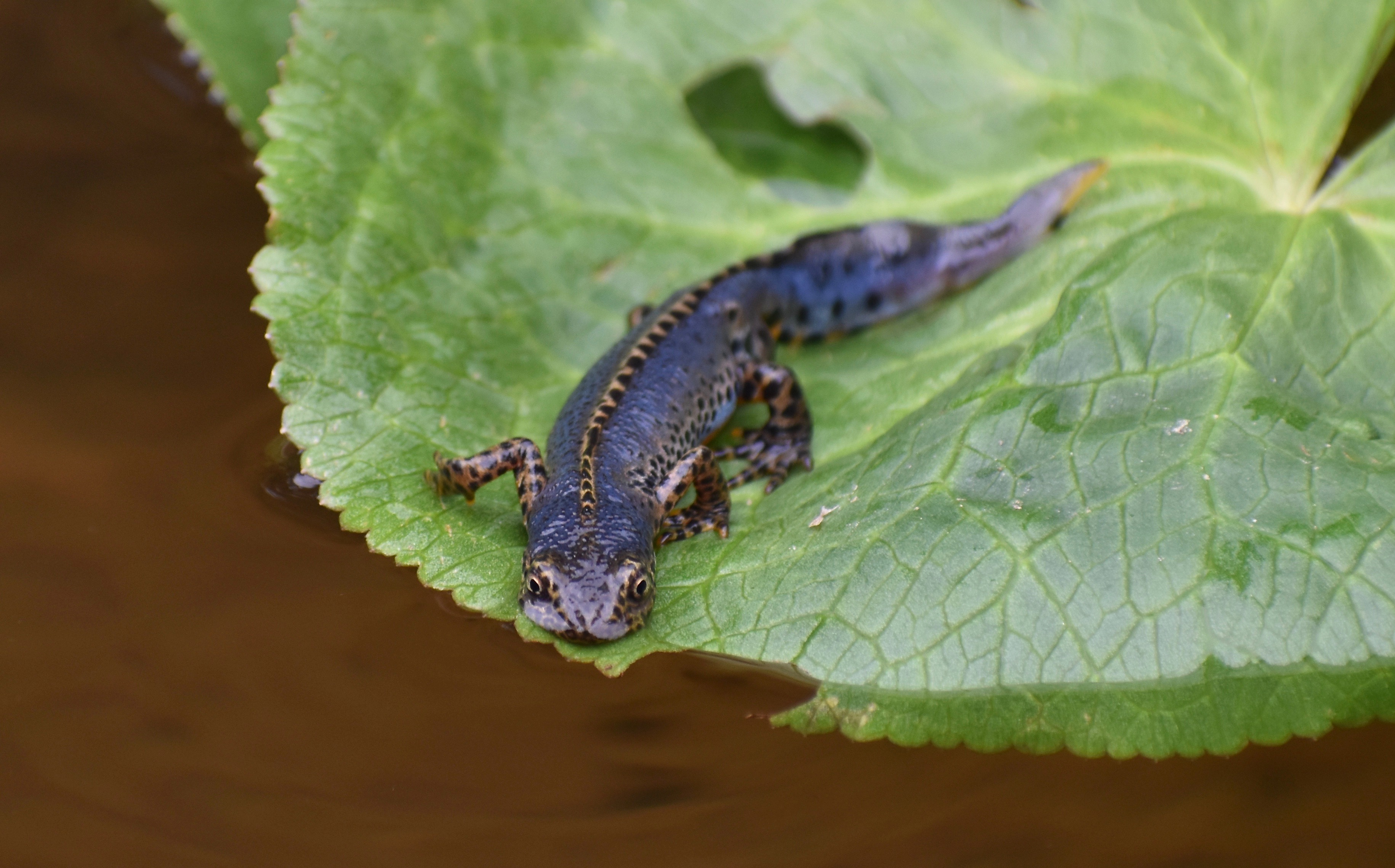

Ce triton atteint 12 centimètres de longueur (♀). Les mâles sont plus petits que les femelles. Le corps est de couleur brune, verdâtre ou gris bleuté avec des taches plus ou moins visibles ; le ventre est orange très vif.

On observe un dimorphisme sexuel plus marqué en période de reproduction : les femelles conservent une couleur brun-verdâtre marbré, tandis que les mâles s'ornent d'une couleur gris-bleu sur les flancs(*), ainsi que des motifs noirs sur fond blanc beige (le long du corps, des pattes et de la tête), et développent une petite crête fine et régulière, blanche
ponctuée de noir. (* il est à remarquer que la couleur bleuté s'observe lorsque le triton (♂) est en dehors de l'eau)

## Mode de vie
Le Triton alpestre est un animal amphibien. S'il passe une partie de l'année sur terre, il a aussi besoin d'eau pour se reproduire et pondre des œufs qui donneront des larves aquatiques. En phase terrestre, il ne sort de sa cachette que la nuit et rampe lentement sur le sol à la recherche de nourriture. À l'inverse, en phase aquatique, il n'hésite pas à se déplacer et se nourrir parfois en plein jour. C'est un bon nageur qui peut passer plusieurs minutes en apnée dans l'eau froide.
En phase aquatique, il peut capter du dioxygène dissous dans l'eau à travers sa peau devenue plus perméable, mais - s'il ne se sent pas en danger -  il effectue de fréquents et brefs aller-retour à la surface pour respirer à l'air libre.
Sa longévité maximale est d'environ dix ans.

### Alimentation
Le Triton alpestre se nourrit d'invertébrés divers, les spécimens adultes se nourrissent de vers, de petits insectes mais aussi d'œufs et de têtards d'amphibiens.
Sur terre, les tritons sont plutôt lents (si on les dérange, ils peuvent faire une accélération de quelques dizaines de centimètres) et attrapent des petits animaux aussi lents, (cloportes, petites limaces) mais dans l'eau ils se montrent beaucoup plus vifs et rapides ; tant pour se nourrir que pour échapper à leurs prédateurs. 
Les proies sont détectées grâce à la vue et à l'odorat. Les larves se nourrissent presque exclusivement d'insectes minuscules, de daphnies ou encore de larves diverses (vers de vase…).

### Reproduction

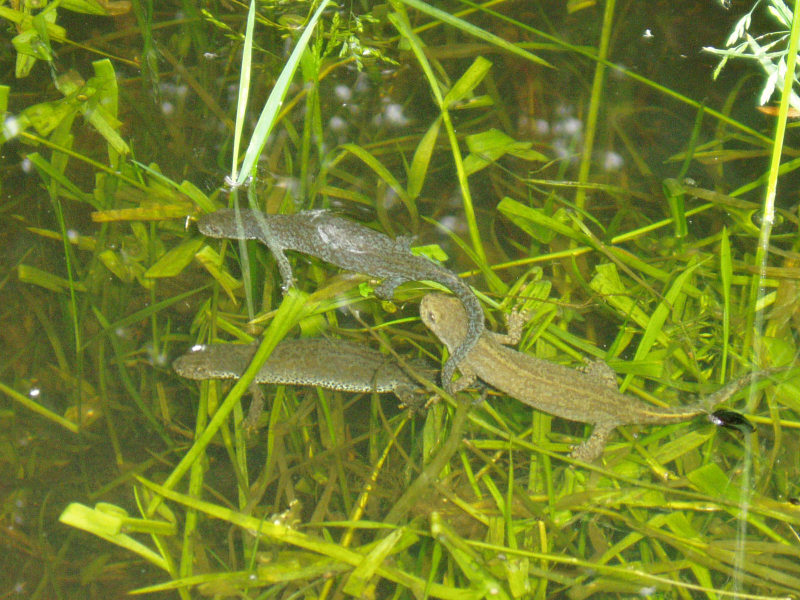
Femelles pondant des œufs (remarquez les feuilles repliées).

Au printemps, les tritons quittent leur retraite hivernale pour rejoindre une mare à leur convenance.
Pour cela, ils détectent les plans d'eau à distance grâce à l'odorat et doivent sûrement mémoriser leurs localisations d'une année sur l'autre.
Ils muent et perdent leur peau rugueuse et terne (phase terrestre) pour une peau lisse plus colorée qui permet une respiration partielle dans l'eau (phase aquatique). Les mâles acquièrent des couleurs encore plus visibles et une petite crête le long du corps.
Pour se reproduire, chaque mâle se poste devant une femelle en lui exhibant ses couleurs et ondule la queue de manière à lui envoyer une substance qui l'attire et la séduit. Si l'effet fonctionne, la femelle est comme hypnotisée et suit docilement le mâle qui largue alors un petit sac contenant ses spermatozoïdes : c'est le spermatophore. Il avance un peu puis s'arrête au bout de quelques centimètres de manière que le paquet se retrouve au niveau du cloaque de la femelle et s'y colle.
Ces petits ballets sont répétés pendant plusieurs semaines. La femelle fécondée se met alors à pondre ses œufs un à un dans la végétation aquatique. Elle pond chaque œuf (transparent et d'un diamètre d'environ 2 mm) sur une feuille de plante aquatique ou tout autre support végétal inondé (feuille morte, herbe). L'œuf étant collant, elle replie le végétal autour de celui-ci avec ses pattes arrière et lui confectionne ainsi une espèce de petit écrin où il sera caché des prédateurs.

### Stade larvaire

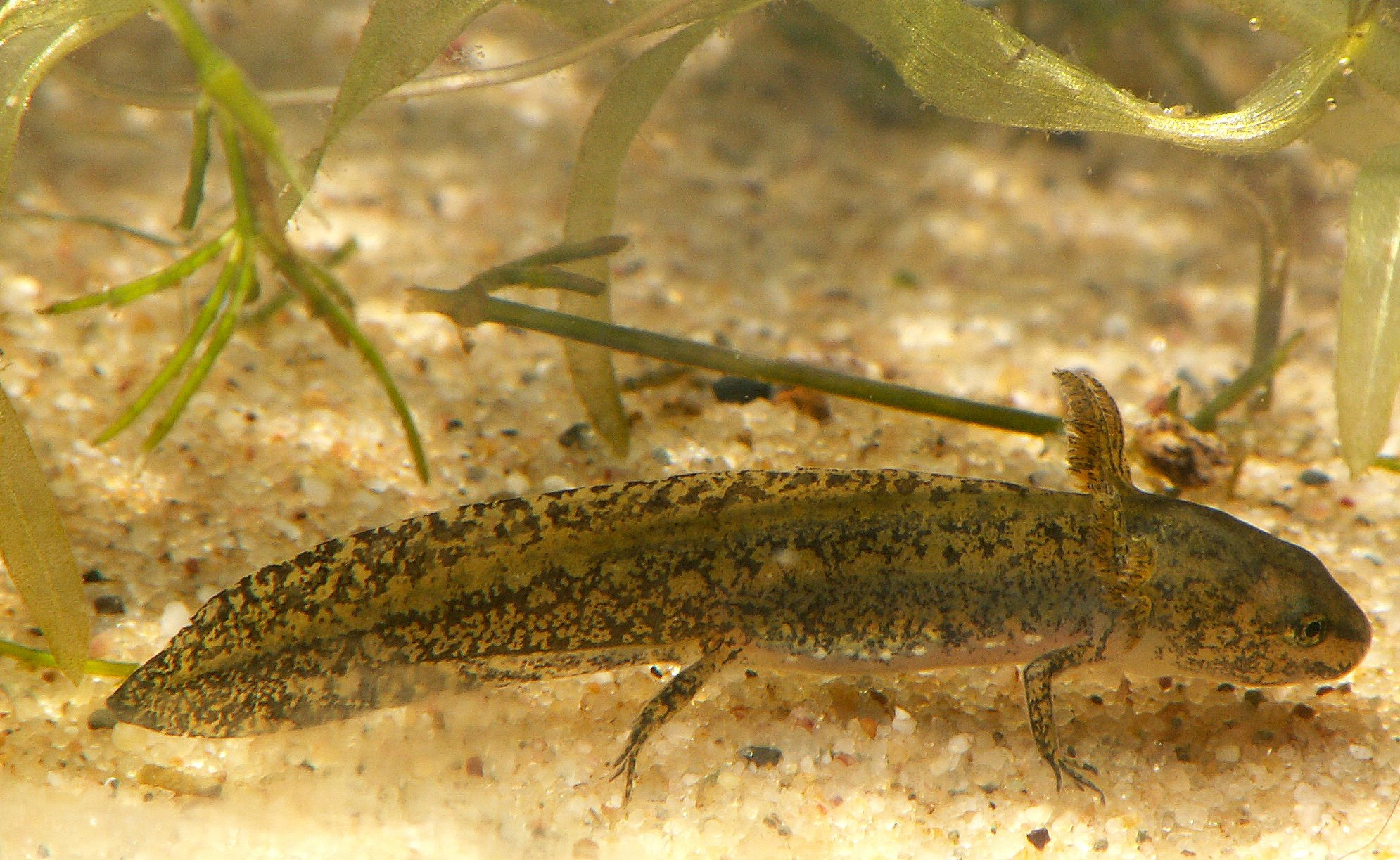
Larve de triton alpestre.

Les œufs de triton se présentent sous la forme d'une capsule de gelée de 2 à 3 millimètres. Étant transparents on peut y observer le développement de l'embryon - formation du corps, de la tête et des yeux - à l'intérieur. Celui-ci dure 1 à 2 semaines selon les conditions (température de l'eau). Au bout de ce laps de temps l'enveloppe se désagrège et la larve s'en expulse. Parfois les yeux et le corps ne sont pas totalement formés.
À sa sortie, la larve mesure moins d'un centimètre. Sa forme rappelle alors celle d'un alevin de poisson : seule la tête portant des branchies externes et les yeux sont formés, le corps parcouru en longueur par une ligne noire ne possède pas encore de pattes et permet une natation maladroite mais rapide. Pendant les jours qui suivent, la larve se contente de reposer sur la vase, le temps que les organes internes et la mâchoire se développent encore un peu, et de s'enfuir dès qu'un danger approche.

Une fois arrivé à ce stade - mâchoire fonctionnelle, cou mobile - la larve peut enfin se nourrir. Sa technique est simple et identique à celle des adultes : immobile sur le fond ou dans la végétation aquatique, la larve bondit sur tout ce qui bouge à portée (principalement des minuscules larves aquatiques).
Les larves restent dans les parties peu profondes et chaudes (ensoleillées) des points d'eau. Au fur et à mesure qu'elles grandissent, une nageoire le long du corps et de la queue et les 2 pattes avant apparaissent puis les 2 pattes arrière. La peau se colore et après avoir perdu ses branchies le têtard devient la copie conforme de l'adulte et peut sortir de l'eau.

### Phase terrestre

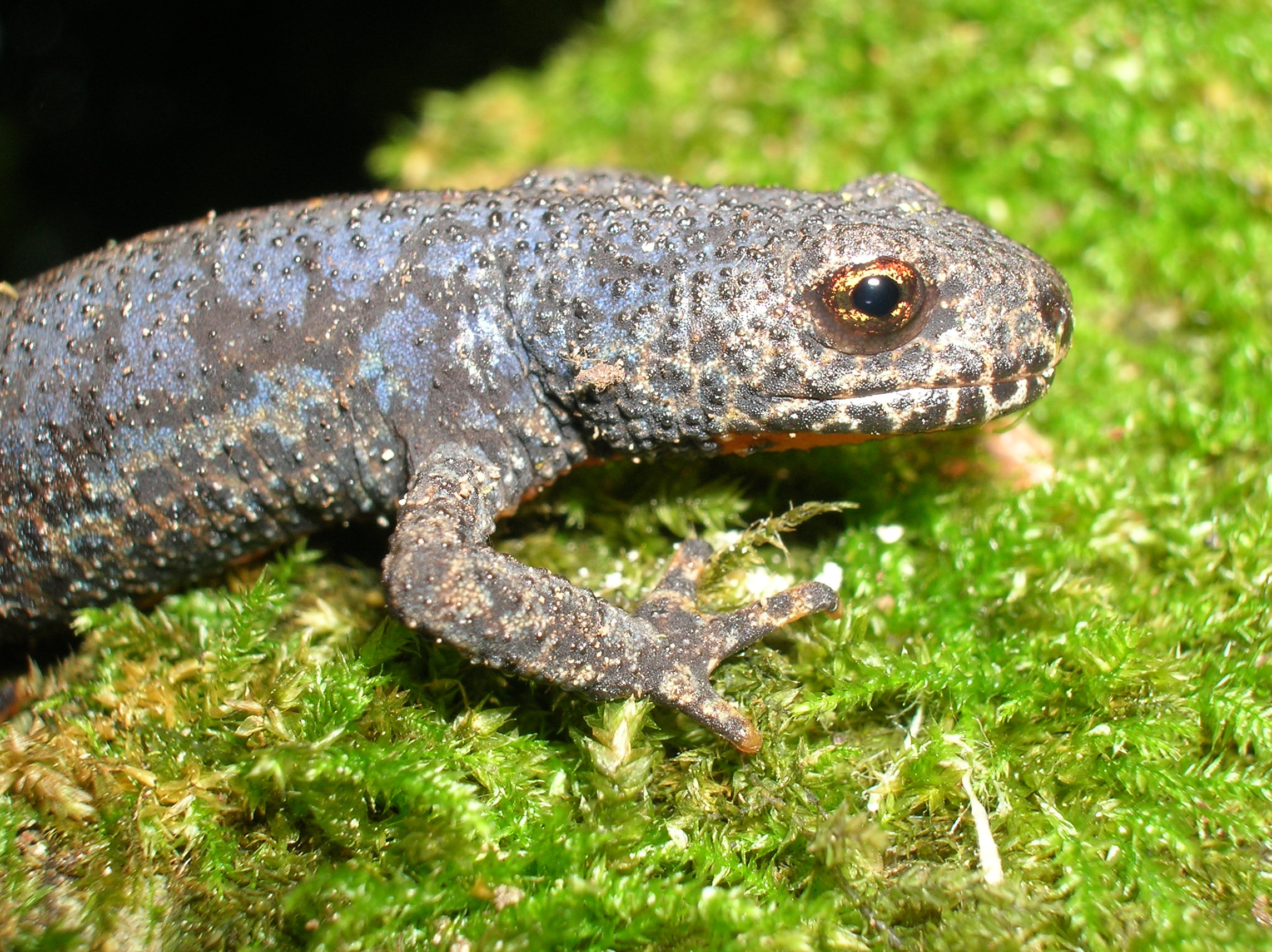
Triton alpestre, mâle en phase de vie terrestre.

Une fois la saison de reproduction terminée, les tritons alpestres adultes vivent encore dans ou près de l'eau. Selon les conditions (assèchement de la mare, nourriture disponible), ils quittent progressivement le milieu aquatique et retrouvent une peau rugueuse adaptée à la vie sur terre. Ils passeront l'hiver à l'abri du gel dans des cavités souterraines (caves, tunnel d'animaux), sous des tas de bois où ils ralentiront leur rythme de vie en attendant le retour des beaux jours.

## Habitat
Le triton alpestre est relativement fréquent dans les plaines, les régions de plateaux et les montagnes, jusqu’à 2 500 mètres d'altitude dans les Alpes.
En phase aquatique, il habite des points d'eau calmes généralement dépourvus de poisson. C'est une espèce très adaptable, que l'on peut retrouver dans les mares, les abreuvoirs à vaches, les sources, les bassins de récupération d'eaux de pluie, les fossés en eau, des petits plans d'eau temporaires et les ornières de chemins forestiers. On peut aussi le trouver dans l'eau des cavités souterraines. Les points d'eau qu'il fréquente peuvent être riches en plantes aquatiques ou au contraire totalement dépourvus de végétation, ensoleillés ou très ombragés. On le trouve aussi bien dans les eaux limpides des lacs de haute montagne que dans les eaux très troubles des mares forestières de plaine avec beaucoup de feuilles mortes. Ses exigences écologiques sont difficiles à cerner par rapport à celles des autres espèces de tritons présentes dans son aire de répartition et il cohabite fréquemment avec elles. Mais il semble un peu plus sensible à la concurrence tout en étant plus tolérant sur la qualité du milieu, et se trouve donc souvent plus abondant dans les milieux délaissés par les autres espèces, comme en altitude ou dans les mares forestières très ombragées et les points d'eau sans végétation. Il semble aussi avoir besoin d'une température moins élevée que les autres tritons.
Ses habitats terrestres à proximité des points d'eau sont variés : forêts de feuillus ou de conifères, prairies, bocages, haies, talus, friches, jardins, etc. Il évite seulement les cultures intensives.

## Capacité de dispersion
On estime généralement que dans un habitat favorable la capacité de dispersion d'un triton (à partir d'une mare ou zone humide vers une autre zone humide), au travers de la matrice écopaysagère, est de l'ordre de quelques centaines de mètres (beaucoup moins si des facteurs de fragmentations importants sont présents). Une étude faite dans un paysage non fragmenté à partir d'une population a priori introduite de tritons alpestre (sur une zone où n'étaient répertoriés que des Triton palmé Triturus helveticus) a permis de détecter des individus jusqu'à 2,5 km de la mare d'introduction (éventuellement en plusieurs étapes, pour un inventaire fin ayant porté sur un rayon de 2,5 km autour du point d'introduction).

## Prédateurs
Le triton alpestre survit moins dans les étangs peuplés de beaucoup de poissons ou d'oiseaux prédateurs (canards, hérons) et mieux dans les petites mares isolées qu'il semble rechercher.
Les larves sont plus vulnérables que les adultes. Elles sont la proie des insectes, larves d'odonates, poissons et oiseaux d'eau (poule d'eau, grèbes...).

## Menaces et protection

### Statuts
En tant qu'espèce commune dans le cœur de son aire de répartition, le Triton alpestre est classé en « préoccupation mineure » (LC) à l'échelle mondiale par l'UICN. En Belgique et en Suisse il est considéré comme le plus commun et le moins menacé des tritons présents dans ces pays. Il est cependant souvent en régression à cause de la disparition ou de la dégradation de ses habitats,. En France son statut est plus variable selon les régions. Il est souvent commun en plaine dans le nord et l'est du pays, avec des disparités à l'échelle locale. Il reste particulièrement abondant dans les massifs montagneux de l'Est (Vosges, Jura, Alpes du Nord) ainsi que dans le nord-est du Massif central. Il se fait plus rare ou localisé vers le centre-ouest du pays, où il est en limite sud-ouest de son aire de répartition. En Île-de-France il est localement commun dans les deux tiers nord de la région, sans être l'espèce dominante (le Triton palmé étant l'espèce la plus commune dans cette région, comme dans les régions voisines en France). Il subsiste surtout dans les zones boisées et bocagères.

#### Ichthyosaura alpestris inexpectata
Le triton alpestre de Calabre (Ichthyosaura alpestris inexpectata), est une sous-espèce qui ne se retrouve que dans 5 communes de Calabre au Sud de l'Italie. Elle est classée en « danger » (EN) à l'échelle mondiale par l'UICN. Grâce à un travail de prélèvement de 40 spécimens en 2023 par des équipes de l'Université de Calabre et un accompagnement sur le long terme par l'aquarium-vivarium suisse Aquatis de Lausanne, la réintroduction de près de 700 spécimens a été possible en novembre 2024, permettant de sauver l'espèce.

### Protection
Le triton alpestre est une espèce maintenant protégée dans la plupart des pays. En Europe, toutes les espèces d'amphibiens sont inscrites dans la convention pour la conservation de la vie sauvage et du milieu naturel de l'Europe, connue sous le nom de "Convention de Berne" (Cf. liste taxonomique de référence du conseil de l'Europe). En France il est interdit d'en déplacer les individus, c'est-à-dire, de  détruire ou l'enlever des œufs et des nids, de mutiler, de capturer conduisant ainsi à la perturbation intentionnelle des animaux dans le milieu naturel.(Arrêté du 19 novembre 2007 fixant les listes des amphibiens et des reptiles protégés sur l’ensemble du territoire et les modalités de leur protection).

### Mesures de conservation
La conservation des mares diverses et des fossés en eau, dépourvus de poissons, ou la création de tels habitats, sont les mesures les plus efficaces pour favoriser le triton alpestre. Les mares de jardins, même petites et très artificielles, lui sont également favorables, à condition de ne pas y introduire de poisson et que les berges soient accessibles pour l'entrée et la sortie de la faune (éviter les berges verticales trop lisses sur tout le pourtour). Le triton alpestre est l'un des amphibiens les moins exigeants sur la taille et les différents paramètres des points d'eau.

## Taxinomie
Dans l'époque contemporaine, cette espèce a longtemps été appelée Triturus alpestris puis Mesotriton alpestris avant d'être nommée Ichthyosaura alpestris.

### Synonymes
Cette espèce admet de très nombreux synonymes :
- Triton alpestris Laurenti, 1768
- Proteus tritonius Laurenti, 1768
- Triton wurfbainii Laurenti, 1768
- Triton salamandroides Laurenti, 1768
- Lacerta gyrinoides Merrem, 1789
- Salamandra ignea Bechstein, 1800
- Salamandra cincta Latreille, 1800
- Salamandra rubriventris Daudin, 1803
- Triton igneus Goldfuss, 1820
- Triton zonarius Millet de la Turtaudière, 1828
- Triton apuanus Bonaparte, 1839
- Triton neglectus Jan, 1857
- Triton alpestris var. immaculatus Dürigen, 1897
- Molge alpestris var. reiseri Werner, 1902
- Triturus alpestris cyréni Wolterstorff, 1932
- Triturus alpestris graeca Wolterstorff, 1934
- Triton alpestris ocellata Wolterstorff, 1934
- Triturus alpestris lacustris Seliskar & Pehani, 1935
- Triton alpestris lacusnigri Seliskar & Pehani, 1935
- Triturus alpestris veluchiensis Wolterstorff, 1935
- Triturus alpestris montenegrinus Radovanovic, 1951
- Triturus alpestris winterli Sochurek, 1956
- Triturus alpestris bükkiensis Dely, 1960
- Triturus alpestris carpathicus Dely, 1960
- Triturus alpestris sátoriensis Dely, 1960
- Triturus alpestris serdarus Radovanovic, 1961
- Triturus alpestris piperianus Radovanovic, 1961
- Triturus alpestris inexpectatus Dubois & Breuil, 1983
- Mesotriton alpestris (Laurenti, 1768)

## Galerie

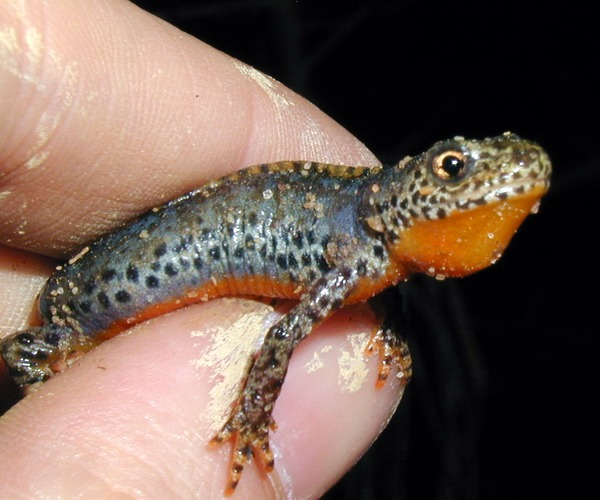
Triton alpestre, mâle en livrée nuptiale.
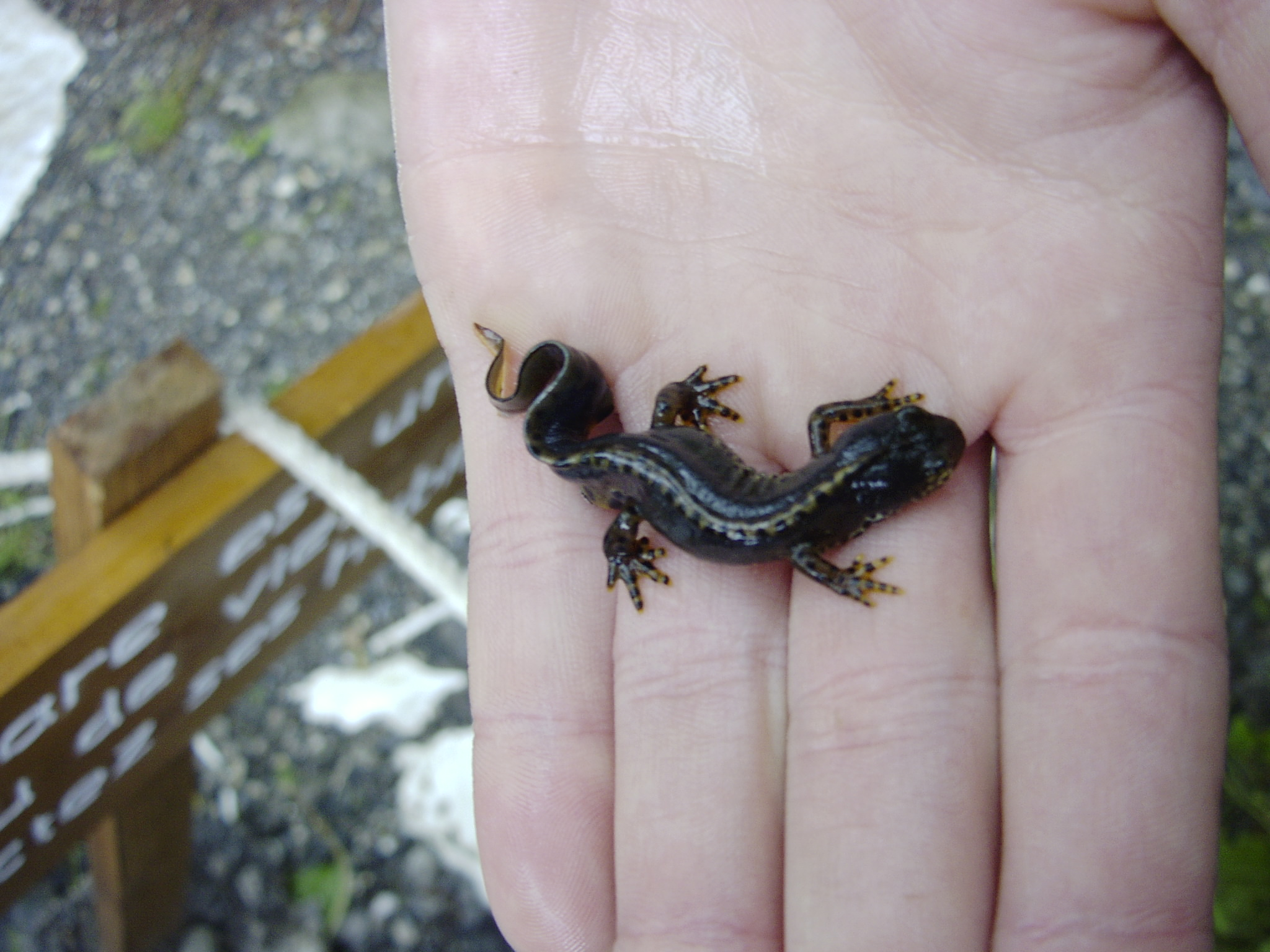
Jeune triton alpestre mâle.
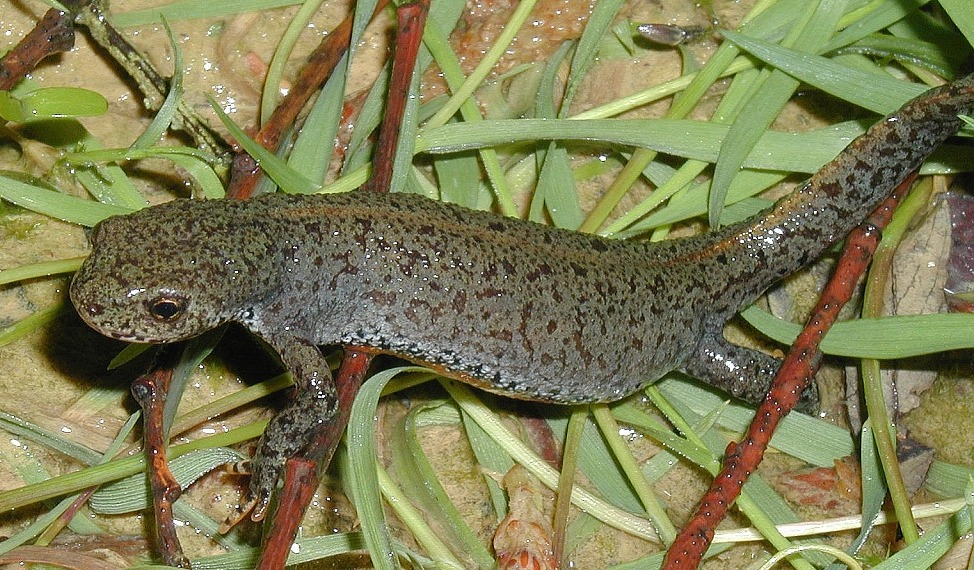
Triton alpestre femelle.
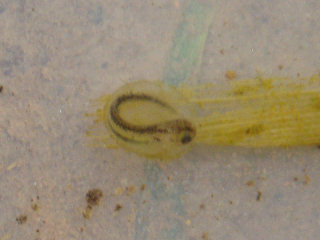
Œuf de triton alpestre avec embryon sur support végétal.

## Publications originales
- Bonaparte, 1839 : Iconographia della Fauna Italica per le Quattro Classi degli Animali Vertebrati. Tomo II. Amphibi. Fascicolo 26 (texte intégral).
- Dely, 1960 : Examen du Triton alpestre (Triturus alpestris Laurenti) specialment en vue des populations de la Hongrie et des Carpethes. Acta Zoologicae Academiae Scientarum Hungaricae, vol. 5, p. 255-315.
- Dubois & Breuil, 1983 : Découverte de Triturus alpestris (Laurenti, 1768) en Calabre (Sud de l’Italie). Alytes, Paris, vol. 2, p. 9-18.
- Laurenti, 1768 : Specimen medicum, exhibens synopsin reptilium emendatam cum experimentis circa venena et antidota reptilium austriacorum, Vienna Joan Thomae, p. 1-217 (texte intégral).
- Radovanovic, 1951 : A new race of the Alpine Newt from Yugoslavia. British Journal of Herpetology, vol. 1, p. 93-97 (texte intégral).
- Sonnini de Manoncourt & Latreille, 1801 : Histoire naturelle des reptiles : avec figures dessinées d'apres nature, vol. 2, p. 1–332 (texte intégral).
- Werner, 1902 : Eine neue Varietät des Alpenmolches aus Bosenien: Molge alpestris var. Reiseri. Verhandlungen des Zoologisch-Botanischen Vereins in Wien, vol. 52, p. 7-8 (texte intégral).
- Wolterstorff, 1932 : Triturus (= Triton) aplestris subsp. cyreni, eine nene Unterart des Bergmolches aus Nordwestspanien. Zoologischer Anzeiger, vol. 97, p. 135-141.
- Wolterstorff, 1935 : Nachtrag zur Wolterstorff, eine neue Unterart des Bergmolches, Triturus alpestris graeca, aus Griechland. Blätter für Aquarien- und Terrarien-Kunde, Stuttgart, vol. 46, p. 164.